# Дувалия
Дувалия или Дювалия (лат. Duvalia) — род суккулентных растений семейства Кутровые (Apocynaceae) произрастающий на территории стран Африки и Аравийского полуострова. Входит в трибу Стапеливые (Stapelieae).

## Название
Родовое латинское название Duvalia дано в честь французского врача и ботаника Анри Огюста Дюваля (фр. Henri August Duval, 1777—1814).
Русскоязычное название является транслитерацией латинского.

## Ботаническое описание
Представители рода — карликовые, сочные, безлистные многолетники, бывают как лежачими так и прямостоячими. Стебли 4-6-гранные, голые, мясистые, углы бугорчатые.
Цветки на рудиментарных цветоносах появляются вместе или последовательно, в основном в нижней половине стебля. Чашелистики яйцевидно-ланцетные, заостренные, иногда с чешуйками в основании. Венчик приподнят в виде подушковидного, мясистого кольца, которое может быть круглым или пятиугольным. Пыльники двухгнездные.
Число хромосом: 11.

## Распространение
Произрастает на территории Африки — Ангола, Ботсвана, Джибути, Эфиопия, Лесото, Малави, Мозамбик, Намибия, Сомали, Судан, Эсватини, Замбия, Зимбабве и Аравийского полуострова — Саудовская Аравия, Йемен.

## Таксономия
Duvalia Haw., первое упоминание в Syn. Pl. Succ.: 44 (1812).

### Синонимы
Гетеротипные (основанные на разных номенклатурных типах):
- Duvallia Haw. (1819), orth. var.

### Виды
Подтвержденные виды по данным сайта Plants of the World Online на 2025 год:
- Duvalia angustiloba N.E.Br.
- Duvalia caespitosa (Masson) Haw.
- Duvalia corderoyi (Hook.f.) N.E.Br.
- Duvalia eilensis Lavranos
- Duvalia elegans (Masson) Haw.
- Duvalia galgallensis Lavranos
- Duvalia gracilis Meve
- Duvalia immaculata (C.A.Lückh.) Bayer ex L.C.Leach
- Duvalia maculata N.E.Br.
- Duvalia modesta N.E.Br.
- Duvalia parviflora N.E.Br.
- Duvalia pillansii N.E.Br.
- Duvalia polita N.E.Br.
- Duvalia pubescens N.E.Br.
- Duvalia somalensis Lavranos
- Duvalia sulcata N.E.Br.
- Duvalia velutina Lavranos
- Duvalia vestita Meve

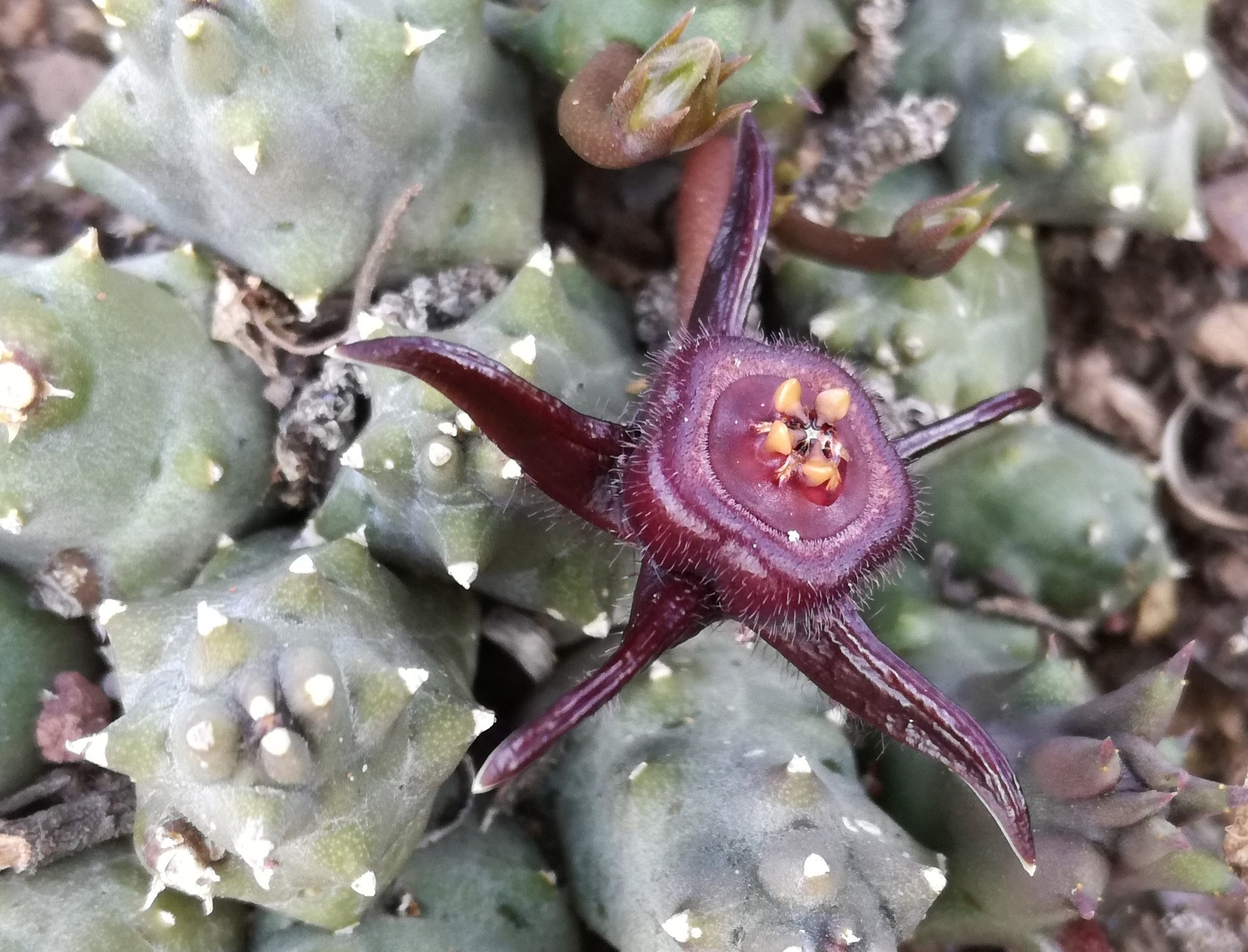
Duvalia caespitosa
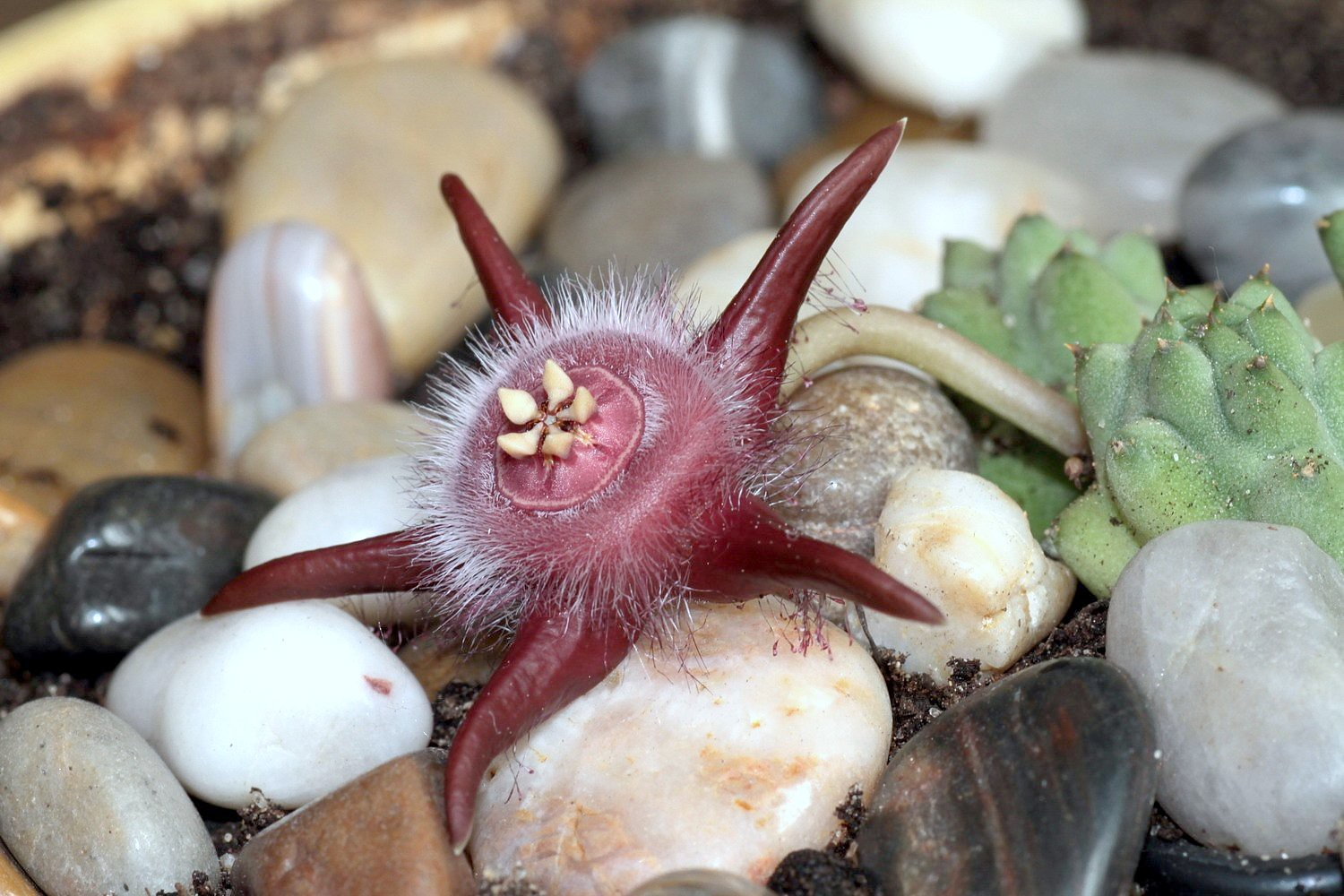
Duvalia corderoyi
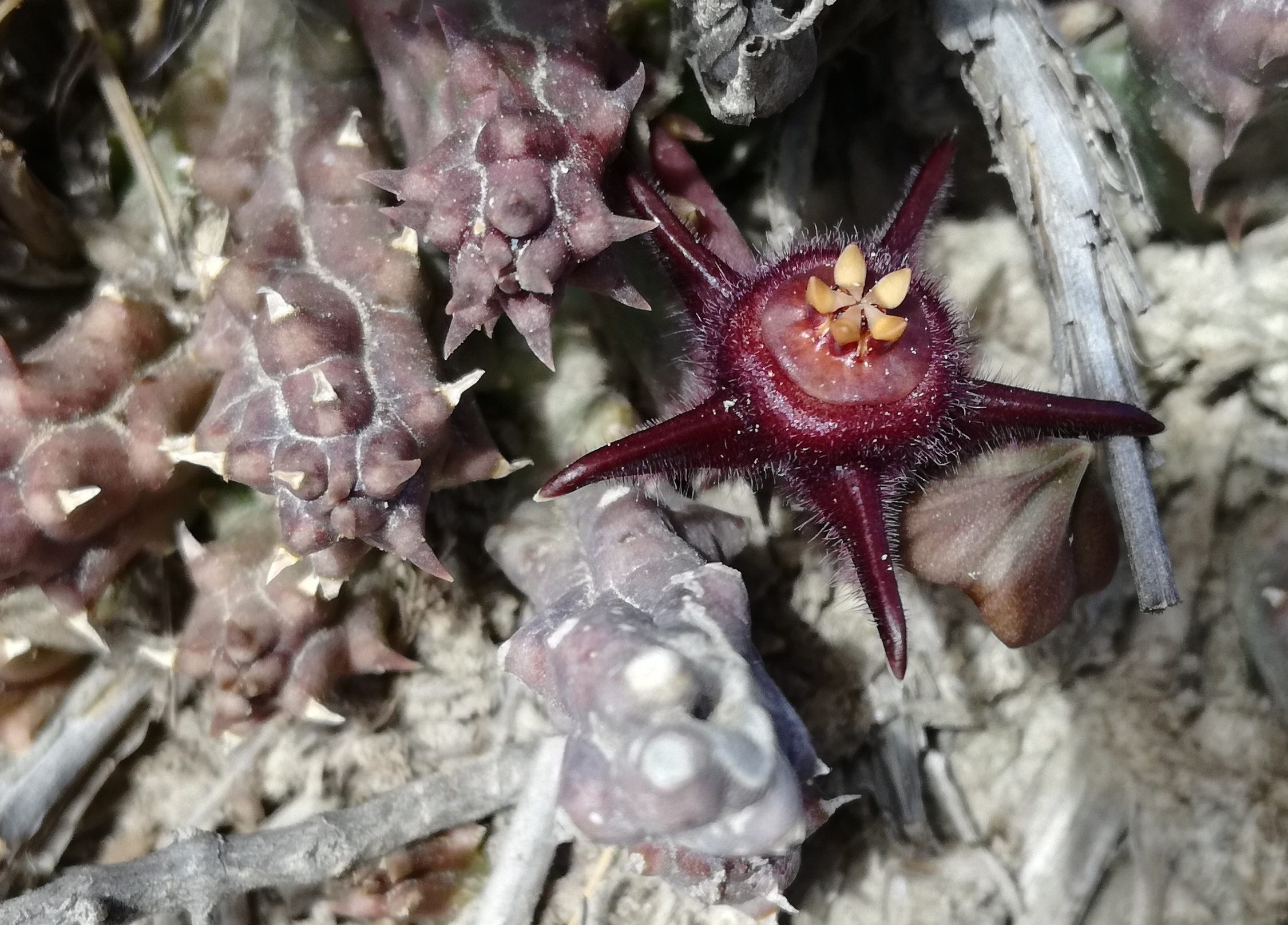
Duvalia vestita
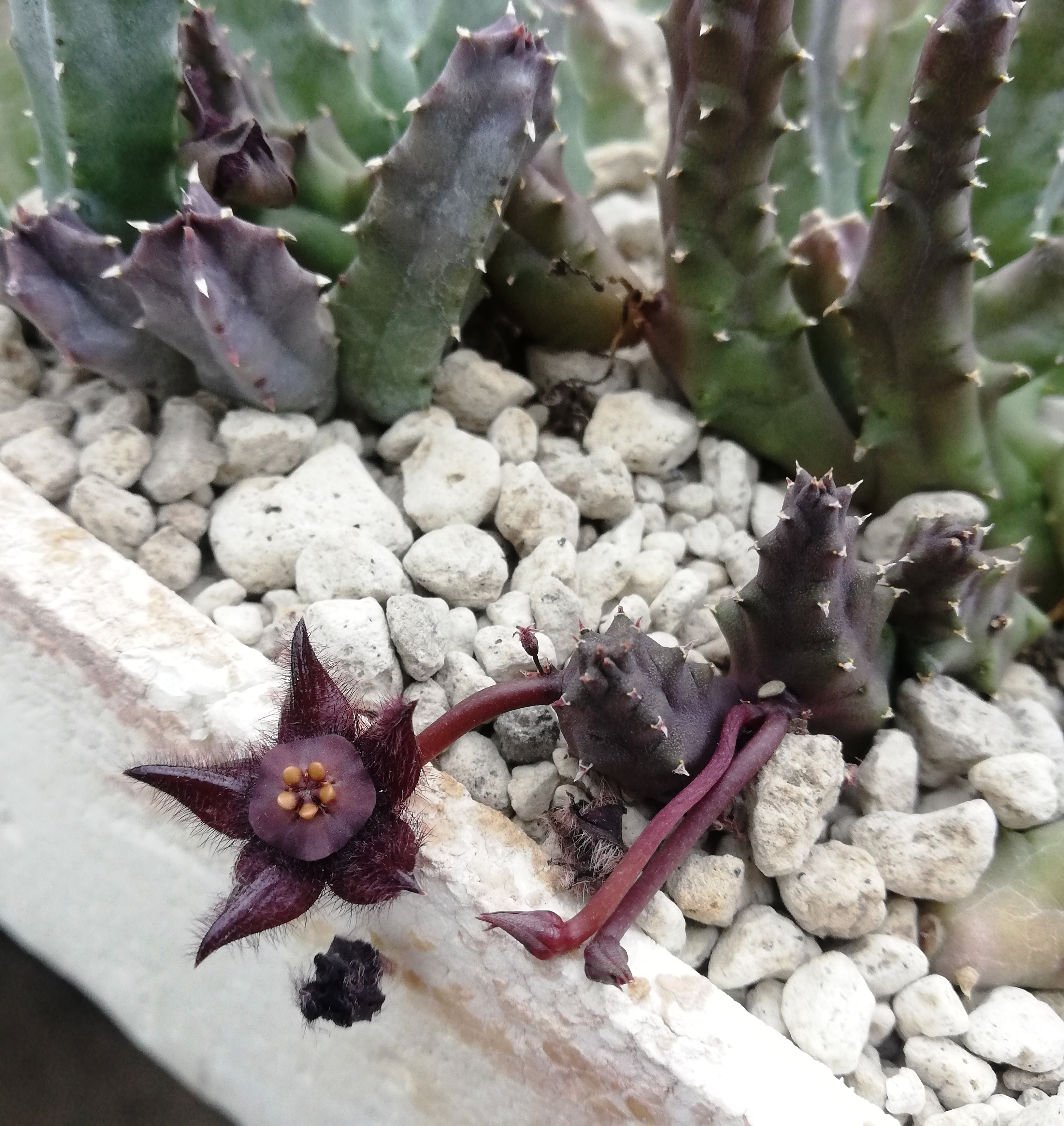
Duvalia elegans